# (30041) 2000 EG3
A (30041) 2000 EG3 a Naprendszer kisbolygóövében található aszteroida. A LINEAR program keretein belül fedezték fel 2000. március 3-án.

## Kapcsolódó szócikk
- Kisbolygók listája (30001–30500)